# Xemeneia de la Fàbrica Cura
La Xemeneia de la Fàbrica Cura és una obra del municipi de Manresa (Bages) protegida com a bé cultural d'interès local.

## Descripció
La xemeneia pertany a una antiga fàbrica d'alcohols. És de base quadrada i té un cos troncocònic, amb un anell al coronament. Bastida en totxo vist. La base (cos prismàtic de totxo) es troba a l'interior d'una nau, destinada actualment a aparcament privat. El cos de xemeneia emergeix per sobre la coberta de la nau.